# Władysław Pinkus
Władysław Pinkus (ur. 18 czerwca 1850 w Płońsku, zm. 29 września 1929 w Łodzi) – polski lekarz i działacz społeczny. Był twórcą i wieloletnim kierownikiem Miejskiego Pogotowia Ratunkowego w Łodzi.

## Działalność
Zainicjował powstanie w Łodzi taniego ambulatorium dla robotników. Podczas I wojny światowej był członkiem władz gminy żydowskiej w Łodzi.

## Pogotowie ratunkowe
Dzięki jego inicjatywie, staraniom łódzkiego Towarzystwa Lekarskiego i ofiarności łodzian, w maju 1899 powstało Towarzystwo Doraźnej Pomocy Lekarskiej. Towarzystwo to już 1 grudnia 1899 otworzyło, pierwszą w Łodzi, stację Pogotowia Ratunkowego (2 lata wcześniej pogotowie ratunkowe powstało w Warszawie). W 1919 pośredniczył w sporze między władzami miasta a Towarzystwem Doraźnej Pomocy Lekarskiej oraz w pertraktacjach między pracownikami a Zarządem Pogotowia Ratunkowego.

## Życie prywatne
Jego synem był lekarz – Ludwik Pinkus.